# École japonaise de Phnom Penh
L'école japonaise de Phnom Penh (プノンペン日本人学校) est une école japonaise située à Sangkat Toek Thla à Sen Sok, Phnom Penh, Cambodge. L'institution, desservant les écoles primaires et secondaires, se trouve à 1,5 kilomètre (0,93 mi) au nord-est de l'aéroport international de Phnom Penh.

## Histoire
Avant la création de l'école, il y avait une augmentation du nombre de familles japonaises avec enfants au Cambodge qui s'est produite après la croissance des opérations commerciales japonaises.
En 2013, l'Association des entreprises japonaises du Cambodge a créé un comité pour créer une école. Il a été créé en 2015, avec 14 enseignants et 21 étudiants à l'ouverture. C'est la première école de jour entièrement japonaise au Cambodge.

## Équipement
L'école dispose d'une grande structure avec un toit en tôle ondulée abritant un terrain en gazon artificiel et un terrain de basket en béton.
Il y a un bloc d'enseignement de trois étages directement en face du terrain de sport, comprenant une salle du personnel, le bureau du directeur, une salle d'économie domestique, une salle polyvalente, un laboratoire scientifique et neuf salles de classe.
Un logement de gardien est situé entre le terrain de sport et le bloc pédagogique, auquel est attenante une salle annexe d'équipements sportifs.